# Jewel Records
Jewel Records was een Amerikaanse platenmaatschappij vaarvan de platen werden gedrukt door de Scranton Button Company. Jewel is een van de drie grootste platenbedrijven uit Cincinnati, Ohio. De twee  bekendste, King Records en Fraternity Records, waren verantwoordelijk voor verschillende hits over de jaren in verschillende genres. Twee prominente figuren die er uit kwamen waren Lonnie Mack die twee singles deed in 1970, en Albert Washington.